# Direction générale de l'Office des étrangers
La direction générale de l'Office des étrangers, (en néerlandais : Algemene directie Vreemdelingenzaken), est un service fédéral belge dépendant directement du Service public fédéral Intérieur, chargé de la gestion de la population immigrée (900 000 personnes) et du registre d’attente pour les demandeurs d'asile. À savoir l'accès des étrangers au territoire (en première instance), leur séjour, leur établissement, ainsi que des mesures d'éloignement.
Il travaille en étroite collaboration avec d'autres instances, telles que les ambassades et consulats, les administrations communales, les services fédéraux de police, l'inspection sociale, les parquets, Child Focus…
En 2025, l'Office emploie environ 2 000 membres de personnel travaillant dans ses services centraux à Bruxelles et dans les centres fermés.
Il assiste le Ministre de l'Intérieur dans la gestion de la politique des étrangers, il veille à ce que l’étranger respecte les règles en matière d’immigration et de séjour. Si c’est le cas, l’Office des étrangers enverra des instructions afin de délivrer un visa ou un permis de séjour à l’intéressé. Dans le cas contraire, des mesures d’éloignement sont prises, qui doivent parfois être exécutées sous la contrainte.

## Procédure d'asile
Dans le cadre de la procédure d’asile, l'Office des étrangers va déterminer si la Belgique est compétente pour examiner la demande d’asile en vertu des critères énoncés dans le « Règlement Dublin II ».
Si l’Office des étrangers estime que la demande peut être prise en considération et que la Belgique est compétente pour la traiter, il va transférer le dossier au Commissariat Général aux Réfugiés et aux Apatrides. Le pouvoir octroyé à l’Office des étrangers est très important. Il a non seulement la possibilité de détenir les demandeurs d’asile durant leur procédure d’asile, mais également de sélectionner qu’il veut détenir. Tout demandeur d’asile peut se retrouver en centre fermé à partir du moment où il a reçu une décision négative du CGRA. Les critères sont tellement larges qu’ils laissent une grande marge d’appréciation à l’Office des étrangers. Par conséquent, les décisions de détention peuvent être prises en fonction de critères officieux : certaines nationalités ciblées, le nombre de places disponibles en centres fermés.